# Robert Bosse
Pour les articles homonymes, voir Bosse.
Robert Julius Bosse (né le 12 juillet 1832 à Quedlinbourg - mort le 31 juillet 1901 à Berlin) est un fonctionnaire prussien qui a occupé le poste de ministre de l'Éducation de Prusse entre 1892 et 1899 ainsi que le poste de ministre de la Justice au sein du cabinet Caprivi du 20 mars 1890 au 24 mars 1892.

## Biographie

### Jeunesse et études
Bosse est le troisième enfant de Julius Bosse et de sa femme Dorothea Sachse. Son père est tonnelier puis bouilleur de cru. Sa mère, originaire de Gernrode, est la fille d'un conseiller municipal du lieu. Il naît dans la maison Klink 10. Après des études de droit à l'université de Heidelberg, puis de Halle et enfin de Berlin, où il est membre du Corps Suevia Heidelberg et du Corps Palaiomarchia (de), il est nommé magistrat débutant en 1858.

### Carrière politique
De 1861 à 1868, il est directeur de cabinet auprès du comte zu Stolberg-Roßla à Roßla. Après avoir exercé dans l'administration provinciale (à Uchte en 1868, au conseil du consistoire en 1870, en 1872 auprès du conseil de l'Oberpräsident à Hanovre), il est nommé conseiller au sein du ministère de l'Éducation de Prusse en 1876. En 1881, il est nommé directeur du nouveau département créé au sein de l'office du Reich à la Justice consacré à la politique sociale. C'est à ce poste qu'il travaille intensivement aux premières lois sociales de Bismarck. En 1889, il est nommé sous-secrétaire d'État, puis un an plus tard secrétaire d'État au Conseil d'État puis parvient au poste de ministre de la Justice en 1891. Il participe également en tant que président à la commission pour le nouveau Bürgerliches Gesetzbuch. De mars 1892 à septembre 1899, il est ministre de l'Éducation de Prusse. Il travaille alors à l'introduction de lois pour le traitement des prêtres et des instituteurs primaires.
Lorsqu'il se retire de la vie politique, il rédige ses mémoires.

## Écrits
- Eine Reise nach dem Orient, Leipzig 1900
- Aus der Jugendzeit, Berlin 1911
- Mensuren und Pandekten, Hilden, 2003  (ISBN 3-933892-51-1)